# Алгоритм Борувки
Алгори́тм Бору́вки (или алгоритм Борувки — Соллина) — это алгоритм нахождения минимального остовного дерева в графе.
Впервые был опубликован в 1926 году Отакаром Борувкой в качестве метода нахождения оптимальной электрической сети в Моравии. Несколько раз был переоткрыт, например Флореком, Перкалом и Соллином. Последний, кроме того, был единственным западным учёным из этого списка, и поэтому алгоритм часто называют алгоритмом Соллина, особенно в литературе по параллельным вычислениям.

## Алгоритм
Работа алгоритма состоит из нескольких итераций, каждая из которых состоит в последовательном добавлении рёбер к остовному лесу графа, до тех пор, пока лес не превратится в дерево, то есть, лес, состоящий из одной компоненты связности.
Алгоритм можно описать так:
1. Изначально, пусть {\displaystyle T} — пустое множество рёбер (представляющее собой остовный лес, в который каждая вершина входит в качестве отдельного дерева).
2. Пока {\displaystyle T} не является деревом (что эквивалентно условию: пока число рёбер в {\displaystyle T} меньше, чем {\displaystyle V-1}, где {\displaystyle V} — число вершин в графе):
  - Для каждой компоненты связности (то есть, дерева в остовном лесе) в подграфе с рёбрами {\displaystyle T}, найдём самое дешёвое ребро, связывающее эту компоненту с некоторой другой компонентой связности. (Предполагается, что веса рёбер различны, или как-то дополнительно упорядочены так, чтобы всегда можно было найти единственное ребро с минимальным весом).
  - Добавим все найденные рёбра в множество {\displaystyle T}.
3. Полученное множество рёбер {\displaystyle T} является минимальным остовным деревом входного графа.

### Сложность алгоритма
На каждой итерации число деревьев в остовном лесу уменьшается по крайней мере в два раза, поэтому всего алгоритм совершает не более {\displaystyle O(\log V)} итераций. Каждая итерация может быть реализована со сложностью {\displaystyle O(E)}, поэтому общее время работы алгоритма составляет {\displaystyle O(E\log V)} времени (здесь {\displaystyle V} и {\displaystyle E} — число вершин и рёбер в графе, соответственно).
Однако для некоторых видов графов, в частности, планарных, оно может быть уменьшено до {\displaystyle O(E)}. Существует также рандомизированный алгоритм построения минимального остовного дерева, основанный на алгоритме Борувки, работающий в среднем за линейное время.